# Dorotheus guidensis
Dorotheus guidensis — викопний вид жуків родини довгоносиків (Curculionidae). Існував у пізній крейді (85-71 млн років тому). Описаний з решток надкрил, що виявлені у відкладеннях формації Доротея в провінції Ультіма-Есперанса на півдні Чилі.

## Оригінальний опис
- G. Kuschel. 1959. Un curculionido del Cretácico Superior — primer insecto fósil de Chile. Investigaciones Zoológicas Chilenas 5:49-54